# Калос Лимен
Кало́с Лиме́н (др.-греч. Κᾰλὸς Λῐμήν) — древнегреческий город на северо-западе Крыма, существовавший с IV века до н. э. по I век н. э. на месте современного посёлка Черноморское. Название переводится с древнегреческого как «прекрасная гавань».

## История
Калос Лимен был основан греками-ионийцами в IV веке до н. э. Город площадью около 4 гектаров окружала крепостная стена с четырёхугольными башнями. Окрестные земли были размежеваны на наделы.
Основу экономики Прекрасной Гавани составляло земледелие. Сельскохозяйственная территория города, его собственная хора, располагалась по сторонам Ак-Мечетской бухты в радиусе примерно 2 км.
Выгодное стратегическое положение города, плодородные земли в его округе и удобная гавань манили более сильных соседей. Потому уже к концу IV века до н. э. город был захвачен херсонеситами. В III веке до н. э. появляются новые претенденты — скифы и сарматы. Их набеги вынудили греков укрепить уже существующие укрепления и возвести новую линию обороны — многобашенную цитадель у самой бухты. Имеются сведения о 16-метровом маяке, в подвалах которого хранились запасы пищи на случай осады. А на верхних этажах размещался командный пункт и были установлены камнемётные орудия, контролирующие вход в бухту.
Эти меры отсрочили падение Калос Лимена, но уже во II века до н. э. город переходит в руки скифов. Вскоре он, наряду с Керкинитидой, стал важнейшим морским портом Позднескифского государства.
В конце II века до н. э. в северо-западный Крым вновь оказывается в центре военных действий. Здесь появляется экспедиционный корпус под руководством полководца Диофанта. Греки разгромили скифов и союзных им сарматов и вновь подчинили Керкинитиду и Калос Лимен, как свидетельствуют почётные декреты — один в честь Диофанта и второй — в честь отряда херсонеситов, захватившего Калос Лимен.
В середине I века до н. э. Калос Лимен вновь попадает под власть скифов.
Конец существования города относится к I веку н. э., когда вторгнувшиеся из северных степей сарматы окончательно уничтожили этот некогда процветающий центр.
Последний раз уже искажённое название полиса — Кало-Лимена, приуроченное к Ак-Мечетской бухте, упоминается на картах итальянских компасных карт XIII—XVI вв., затем исчезает и это последнее упоминание о древнем городе.

## Современность
Ныне на территории древнего города располагается национальный парк «Калос Лимен» и историко-археологический музей-заповедник «Калос Лимен». Основан в 1997 году для изучения и популяризации этого уникального археологического объекта..В центре Черноморского (ближайший к раскопкам посёлок) находится историко-краеведческий музей «Калос Лимен», основанный в 1987 году.
В Калос Лимене ведутся успешные археологические раскопки. Открыты остатки древнегреческой крепости, домов. Полностью раскопаны центральные городские ворота и основная магистральная улица, вымощенная плитами, на которых сохранились следы от повозок. На месте античного городища были найдены следы салтово-маяцкого поселения. Обнаружены строительные остатки, состоящие из вытянутых двух- и трёхкамерных построек с дерновыми крышами. Керамический материал из этих слоёв представлен салтово-маяцкими сосудами с линейно-волнистым орнаментом.